# Massimo Massimi
Massimo Massimi (10 de abril de 1877 - 6 de março de 1954) foi um cardeal italiano da Igreja Católica Romana que serviu como Prefeito da Assinatura Apostólica na Cúria Romana de 1946 até sua morte, e foi elevado ao cardinalato em 1935.

## Biografia
Massimi nasceu em Roma, filho de Prospero Massimi, um advogado, e sua esposa Luisa Guerra. Batizado na igreja de Santa Maria in Portico, estudou no Pontifício Seminário Romano (de onde obteve seus doutorados em teologia e direito canônico) ao lado de Eugênio Pacelli, o futuro Papa Pio XII. Ele então frequentou a Universidade de Roma, ganhando um doutorado em direito civil. Massimi foi ordenado pelo arcebispo Giuseppe Ceppetelli em 14 de abril de 1900, na Basílica de Latrão.
Enquanto fazia trabalho pastoral em Roma até 1908, foi nomeado professor das "Instituições de Direito Civil" do Pontifício Ateneu Romano S. Apolinário em 18 de novembro de 1904. Entrou na Cúria Romana em 20 de outubro de 1908, como Promotor de Justiça na Rota Romana. Elevada à categoria de Privy Chamberlain de Sua Santidade em 18 de maio de 1911, Massimi mais tarde foi feito auditor (29 de novembro 1915), pró-reitor (19 de fevereiro 1924) e Deão (01 de maio de 1926) da Rota Romana.
Em 21 de setembro de 1932, Massimi foi nomeado presidente da comissão que iria elaborar um projeto de lei sobre os regulamentos judiciais e processuais do tribunal da Cidade do Vaticano. O Papa Pio XI criou-o Cardeal-diácono de Santa Maria em Pórtico no consistório de 16 de dezembro de 1935. Massimi foi nomeado Presidente da Pontifícia Comissão para a Codificação do Direito Canônico Oriental em 17 de fevereiro de 1936 e serviu como cardeal eleitor em 1939 no conclave papal que elegeu o Papa Pio XII, que o nomeou presidente da Comissão Pontifícia para a Interpretação do Código de Direito Canônico em 14 de março de 1939.
Depois de dez anos como Cardeal-diácono, Massimi optou pela ordem dos Cardeais-presbíteros e seu título foi elevado a vice-chancelaria no consistório de 18 de fevereiro de 1946. Pio XII fez dele o Prefeito da Assinatura Apostólica e, portanto, a mais alta autoridade judicial na Igreja abaixo do próprio Papa, em 29 de maio de 1946.
O cardeal Massimi morreu em Roma, depois de receber o viatico algumas horas antes. Originalmente enterrado no Campo di Verano, seus restos mortais foram posteriormente transferidos em outubro de 1976 para a igreja de Santa Maria in Portico, que havia sido a igreja de seu batismo, bem como sua igreja titular.